# کولین مک‌لورین

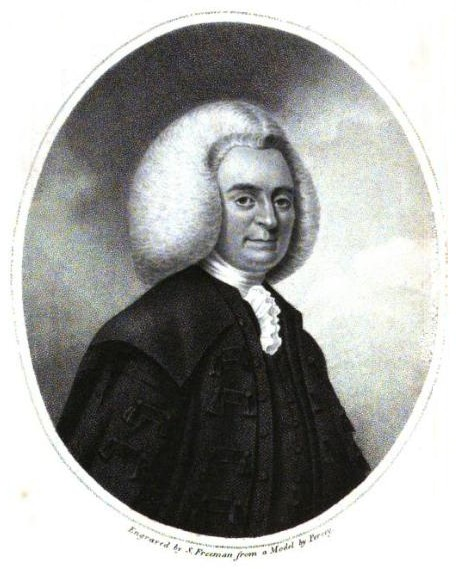
کولین مک لورین

کالین مک لورین (به انگلیسی: Colin Maclaurin) (فوریه ۱۶۹۸ – ۱۴ ژوئن ۱۷۴۶)
فیزیکدان اسکاتلندی که شاگرد اسحاق نیوتن بود و در سال ۱۷۱۷ میلادی (۲۹۱ سال پیش) در سن ۱۹ سال و ۷ ماهگی حایز رتبه استادی شد. وی تا قبل از عالیه صبور، رکورددار جوان‌ترین استاد دانشگاه جهان بود. سری مکلورن به افتخار وی نامگذاری شده‌است.

## خردسالی
مک لارن در کیلمدن، آرگیل متولد شد. پدرش، جان مک لارن، وزیر گلاندرول، هنگامی که مک لارن در نوزادی بود، درگذشت و مادرش قبل از رسیدن به نه سالگی درگذشت. وی سپس تحت مراقبت عموی خود، دانیل مک لارن، وزیر کیلفینان تحصیل کرد. او که یک کودک نابغه بود، از ۱۱ سالگی وارد دانشگاه شد.

## نگارخانه

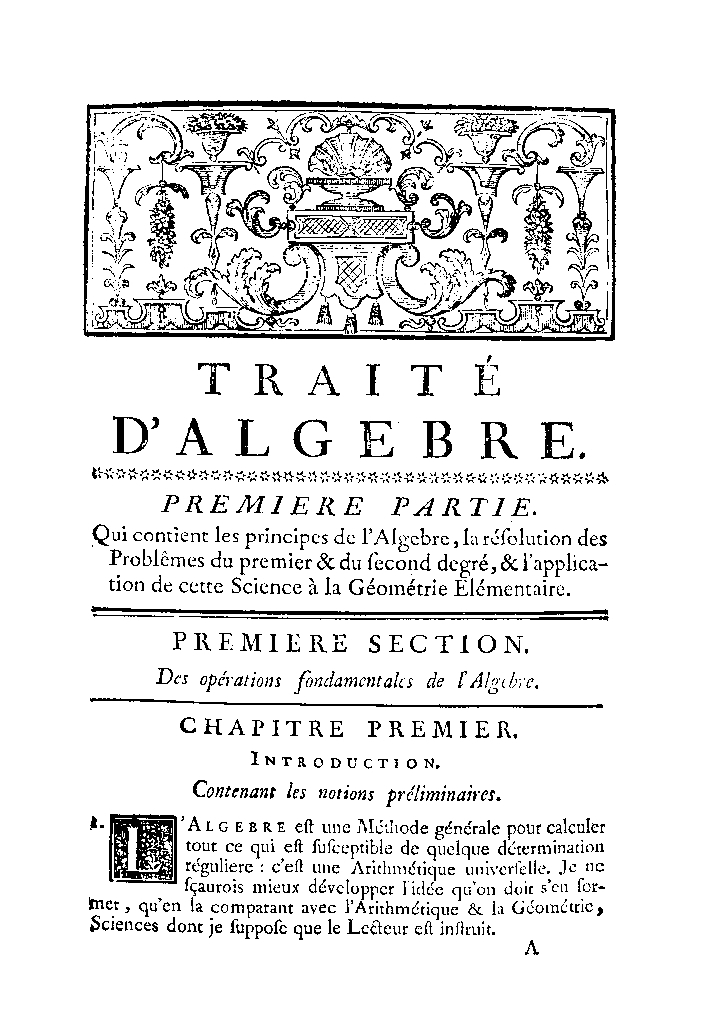